# Pikine Nord
Pikine Nord ist ein Stadtbezirk der Großstadt Ville de Pikine in der Metropolregion Dakar, gelegen im zentralen Westen Senegals. Die Stadtbezirke von Pikine haben jeweils den Status einer Gemeinde (commune).

## Geografie
Pikine Nord liegt im Zentrum des Flaschenhalses der Cap-Vert-Halbinsel zwischen den Stadtbezirken Pikine Ouest und Pikine Est.
Der annähernd rautenförmig umgrenzte Stadtbezirk hat eine Fläche von 1,232 km². Er ist fast vollständig bebaut und sehr dicht besiedelt.
Die Grenze zu Pikine Est folgt dem Verlauf der Straße Tally Boubess. Die Route des Niayes bildet die Abgrenzung zu dem nordöstlichen Nachbarbezirk Djidah Thiaroye Kao. Die Stadtviertel von Pikine Ouest beginnen jenseits der Rue PO 02. Eine kurze gemeinsame Grenze gibt es mit dem Stadtbezirk Sam Notaire der nördlichen Nachbarstadt Guédiawaye.

## Bevölkerung
Die letzten Volkszählungen ergaben für den Stadtbezirk jeweils folgende Einwohnerzahlen:
| Jahr | Einwohner |
| ---- | --------- |
| 1988 | …         |
| 2002 | 37.103    |
| 2013 | 46.780    |
| 2023 | 57.240    |